# CV Diego Porcelos
CV Diego Porcelos är ett volleybollag knutet till Universidad de Burgos, bildat 1976.
Klubben bildades ursprungligen som en del av ett institut uppkallat efter Diego Rodríguez Porcelos. Den blev fristående från institutet 1997. Det spelade i Superliga Femenina de Voleibol (högsta serien) från 1998 till och med 2012 och blev som bäst trea, vilket skedde flera gånger. De har även gått till final i Copa de la Reina fyra gånger, men utan att vinna någon av dem. Internationell har klubben som bäst kommit trea i CEV Cup 2005–2006 (numera kallas tävlingen CEV Challenge Cup).